# Сингапур на летних Олимпийских играх 2016
Сингапур на летних Олимпийских играх 2016 года был представлен в семи видах спорта. Первую золотую медаль в истории страны завоевал пловец Джозеф Скулинг.

## Медали
| Золото |                |                                            |            |
| №      | Спортсмены     | Вид спорта (дисциплина)                    | Дата       |
| 1      | Джозеф Скулинг | Плавание (100 метров баттерфляем, мужчины) | 12 августа |

## Состав сборной
Академическая гребля
1. Салидах Аисях

 Бадминтон
1. Дерек Вонг
2. Лян Сяоюй

 Лёгкая атлетика
1. Тимоти Яп
2. Нео Цзэ Ши

 Настольный теннис
1. Гао Нин
2. Чэнь Фэн
3. Фэн Тяньвэй
4. Чжоу Ихань
5. Юй Мэнъюй

 Парусный спорт
1. Джастин Лю
2. Леонард Онг
3. Колин Чэн
4. Элизабет Инь
5. Одри Йонг
6. Гризельда Кын
7. Дениз Лим
8. Сара Тань
9. Джовина Чу
10. Аманда Ын

 Плавание
1. Кэ Чжэнвэнь
2. Джозеф Скулинг
3. Кэ Тинвэнь

 Стрельба
1. Дэо Шунь Се
2. Жасмин Сер

## Результаты соревнований

### Академическая гребля
В следующий раунд из каждого заезда проходят несколько лучших экипажей (в зависимости от дисциплины). В отборочный заезд попадают спортсмены, выбывшие в предварительном раунде. В финал A выходят 6 сильнейших экипажей, остальные разыгрывают места в утешительных финалах B-F.
Женщины
| Соревнование | Спортсмены    | Предварительный заезд | Предварительный заезд | Предварительный заезд | Отборочный заезд | Отборочный заезд | Отборочный заезд | Четвертьфинал | Четвертьфинал | Четвертьфинал | Полуфинал     | Полуфинал     | Полуфинал     | Финал | Финал | Итоговое место |
| Соревнование | Спортсмены    | Заезд                 | Время                 | Место                 | Заезд            | Время            | Место            | Заезд         | Время         | Место         | Заезд         | Время         | Место         | Время | Место | Итоговое место |
| ------------ | ------------- | --------------------- | --------------------- | --------------------- | ---------------- | ---------------- | ---------------- | ------------- | ------------- | ------------- | ------------- | ------------- | ------------- | ----- | ----- | -------------- |
| одиночки     | Салидах Аисях | 4                     | 8:44,71               | 3 Q                   | Не участвовала   | Не участвовала   | Не участвовала   | 1             | 7:56,00       | 6             | Полуфинал C/D | Полуфинал C/D | Полуфинал C/D | Финал | Финал |                |
| одиночки     | Салидах Аисях | 4                     | 8:44,71               | 3 Q                   | Не участвовала   | Не участвовала   | Не участвовала   | 1             | 7:56,00       | 6             |               |               |               |       |       |                |

### Бадминтон
Одиночный разряд
| Соревнование | Спортсмены | Групповой этап | Групповой этап | Групповой этап | 1/8 финала | 1/4 финала | 1/2 финала | Финал | Итоговое место |
| Соревнование | Спортсмены | 1 матч         | 2 матч         | Место          | 1/8 финала | 1/4 финала | 1/2 финала | Финал | Итоговое место |
| ------------ | ---------- | -------------- | -------------- | -------------- | ---------- | ---------- | ---------- | ----- | -------------- |
| мужчины      | Дерек Вонг | Группа         | Группа         | Группа         |            |            |            |       |                |
| мужчины      | Дерек Вонг |                |                |                |            |            |            |       |                |
| женщины      | Лян Сяоюй  | Группа         | Группа         | Группа         |            |            |            |       |                |
| женщины      | Лян Сяоюй  |                |                |                |            |            |            |       |                |

### Водные виды спорта

#### Плавание
В следующий раунд на каждой дистанции проходят спортсмены, показавшие лучший результат, независимо от места, занятого в своём заплыве.
Мужчины
| Дистанция                 | Спортсмены     | Предварительный раунд | Предварительный раунд | Предварительный раунд | Полуфинал            | Полуфинал            | Полуфинал            | Финал                | Финал                |
| Дистанция                 | Спортсмены     | Заплыв                | Результат             | Место                 | Заплыв               | Результат            | Место                | Результат            | Место                |
| ------------------------- | -------------- | --------------------- | --------------------- | --------------------- | -------------------- | -------------------- | -------------------- | -------------------- | -------------------- |
| 100 метров вольным стилем | Джозеф Скулинг | 6                     | 48,27                 | 6 Q                   | 1                    | 48,70                | 16                   | завершил выступление | завершил выступление |
| 100 метров баттерфляем    | Кэ Чжэнвэнь    |                       |                       |                       |                      |                      |                      |                      |                      |
| 100 метров баттерфляем    | Джозеф Скулинг |                       |                       |                       |                      |                      |                      |                      |                      |
| 200 метров баттерфляем    | Кэ Чжэнвэнь    | 2                     | 1:56,01               | 10 Q                  | 1                    | 1:56,11              | 10                   | завершил выступление | завершил выступление |
| 100 метров на спине       | Кэ Чжэнвэнь    | 4                     | 54,38                 | 22                    | завершил выступление | завершил выступление | завершил выступление | завершил выступление | завершил выступление |

Женщины
| Дистанция              | Спортсмены | Предварительный раунд | Предварительный раунд | Предварительный раунд | Полуфинал             | Полуфинал             | Полуфинал             | Финал                 | Финал                 |
| Дистанция              | Спортсмены | Заплыв                | Результат             | Место                 | Заплыв                | Результат             | Место                 | Результат             | Место                 |
| ---------------------- | ---------- | --------------------- | --------------------- | --------------------- | --------------------- | --------------------- | --------------------- | --------------------- | --------------------- |
| 100 метров баттерфляем | Кэ Тинвэнь | 2                     | 1:00,88               | 34                    | завершила выступление | завершила выступление | завершила выступление | завершила выступление | завершила выступление |

### Лёгкая атлетика
Мужчины
Беговые дисциплины
| Дисциплина        | Спортсмен | Предварительный раунд | Предварительный раунд | Предварительный раунд | Четвертьфиналы | Четвертьфиналы | Четвертьфиналы | Полуфиналы | Полуфиналы | Полуфиналы | Финал | Финал |
| Дисциплина        | Спортсмен | Забег                 | Время                 | Место                 | Забег          | Время          | Место          | Забег      | Время      | Место      | Время | Место |
| ----------------- | --------- | --------------------- | --------------------- | --------------------- | -------------- | -------------- | -------------- | ---------- | ---------- | ---------- | ----- | ----- |
| бег на 100 метров | Тимоти Яп |                       |                       |                       |                |                |                |            |            |            |       |       |

Женщины
Шоссейные дисциплины
| Дисциплина | Спортсмен  | Время | Место | Отставание |
| ---------- | ---------- | ----- | ----- | ---------- |
| марафон    | Нео Цзэ Ши |       |       |            |

### Настольный теннис
Соревнования по настольному теннису проходили по системе плей-офф. Каждый матч продолжается до тех пор, пока один из теннисистов не выигрывает 4 партии. Сильнейшие 16 спортсменов начинали соревнования с третьего раунда, следующие 16 по рейтингу стартовали со второго раунда.
Мужчины
| Соревнование     | Спортсмены   | Квалификация       | Первый раунд       | Второй раунд         | Третий раунд         | 1/8 финала           | 1/4 финала           | Полуфинал            | Финал                |
| Соревнование     | Спортсмены   | Соперник Результат | Соперник Результат | Соперник Результат   | Соперник Результат   | Соперник Результат   | Соперник Результат   | Соперник Результат   | Соперник Результат   |
| ---------------- | ------------ | ------------------ | ------------------ | -------------------- | -------------------- | -------------------- | -------------------- | -------------------- | -------------------- |
| одиночный разряд | Гао Нин (26) | не участвовал      | не участвовал      | GBRП. Дринкхол П 3:4 | завершил выступление | завершил выступление | завершил выступление | завершил выступление | завершил выступление |
| одиночный разряд | Чэнь Фэн     | не участвовал      | FINБ. Олах П 1:4   | завершил выступление | завершил выступление | завершил выступление | завершил выступление | завершил выступление | завершил выступление |

Женщины
| Соревнование     | Спортсмены                       | Квалификация       | Первый раунд       | Второй раунд       | Третий раунд          | 1/8 финала            | 1/4 финала               | Полуфинал             | Финал                 | Место                 |
| Соревнование     | Спортсмены                       | Соперник Результат | Соперник Результат | Соперник Результат | Соперник Результат    | Соперник Результат    | Соперник Результат       | Соперник Результат    | Соперник Результат    | Место                 |
| ---------------- | -------------------------------- | ------------------ | ------------------ | ------------------ | --------------------- | --------------------- | ------------------------ | --------------------- | --------------------- | --------------------- |
| одиночный разряд | Фэн Тяньвэй (2)                  | не участвовала     | не участвовала     | не участвовала     | LUXНи Сялянь В 4:2    | AUTЛю Цзя (16) В 4:1  | JPNА. Фукухара (6) П 0:4 | завершила выступление | завершила выступление | завершила выступление |
| одиночный разряд | Юй Мэнъюй (9)                    | не участвовала     | не участвовала     | не участвовала     | AUSЛай Цзяньфан В 4:0 | KORЧон Чихи (8) В 4:1 | PRKКим Сон И (27) П 2:4  | завершила выступление | завершила выступление | завершила выступление |
| командный разряд | Фэн Тяньвэй Юй Мэнъюй Чжоу Ихань | Нне проводится     | Нне проводится     | Нне проводится     | Нне проводится        | Египет · :            |                          |                       |                       |                       |

### Парусный спорт
Соревнования по парусному спорту в каждом из классов состояли из 10 или 12 гонок. Каждую гонку спортсмены начинали с общего старта. Победителем становился экипаж, первым пересекший финишную черту. Количество очков, идущих в общий зачёт, соответствовало занятому командой месту. 10 лучших экипажей по результатам предварительных заплывов попадали в медальную гонку, результаты которой также шли в общий зачёт. В медальной гонке, очки, полученные экипажем удваивались. В случае если участник соревнований не смог завершить гонку ему начислялось количество очков, равное количеству участников плюс один. При итоговом подсчёте очков не учитывался худший результат, показанный экипажем в одной из гонок. Сборная, набравшая наименьшее количество очков, становится олимпийским чемпионом.
Мужчины
| Класс | Спортсмены  | Гонка | Гонка | Гонка | Гонка | Гонка  | Гонка | Гонка | Гонка  | Гонка | Гонка  | Гонка         | Гонка         | Гонка         | Очки | Место |
| Класс | Спортсмены  | 1     | 2     | 3     | 4     | 5      | 6     | 7     | 8      | 9     | 10     | 11            | 12            | M             | Очки | Место |
| ----- | ----------- | ----- | ----- | ----- | ----- | ------ | ----- | ----- | ------ | ----- | ------ | ------------- | ------------- | ------------- | ---- | ----- |
| RS:X  | Леонард Онг | 33    | 33    | 35    | 33    | 37 DNF | 27    | 36    | 37 DNF | 20    | 37 DNF | 34            | 37 DNF        | не участвовал | 362  | 34    |
| Лазер |             |       |       |       |       |        |       |       |        |       |        | не проводится | не проводится |               |      |       |

Женщины
| Класс        | Спортсменки          | Гонка | Гонка | Гонка | Гонка  | Гонка | Гонка  | Гонка  | Гонка | Гонка  | Гонка  | Гонка         | Гонка         | Гонка          | Очки | Место |
| Класс        | Спортсменки          | 1     | 2     | 3     | 4      | 5     | 6      | 7      | 8     | 9      | 10     | 11            | 12            | M              | Очки | Место |
| ------------ | -------------------- | ----- | ----- | ----- | ------ | ----- | ------ | ------ | ----- | ------ | ------ | ------------- | ------------- | -------------- | ---- | ----- |
| RS:X         | Одри Йонг            | 25    | 25    | 24    | 25     | 22    | 18     | 27 DNF | 24    | 22     | 27 DNC | 27 DNC        | 27 DNC        | не участвовала | 266  | 25    |
| 470          | Джовина Чу Аманда Ын | 17    | 17    | 20    | 21 DNF | 18    | 21 UFD | 20     | 17    | 18     | 18     | не проводится | не проводится | не участвовали | 166  | 20    |
| Лазер Радиал | Элизабет Инь         | 19    | 29    | 26    | 11     | 23    | 25     | 20     | 17    | 38 UFD | 23     | не проводится | не проводится | не участвовала | 193  | 26    |
| 49-й FX      |                      |       |       |       |        |       |        |        |       |        |        |               |               |                |      |       |

Открытый класс
Соревнования в олимпийском классе катамаранов Накра 17 дебютируют в программе летних Олимпийских игр. Каждый экипаж представлен смешанным дуэтом яхтсменов.
| Класс    | Спортсмены | Гонка | Гонка | Гонка | Гонка | Гонка | Гонка | Гонка | Гонка | Гонка | Гонка | Гонка | Очки | Место |
| Класс    | Спортсмены | 1     | 2     | 3     | 4     | 5     | 6     | 7     | 8     | 9     | 10    | M     | Очки | Место |
| -------- | ---------- | ----- | ----- | ----- | ----- | ----- | ----- | ----- | ----- | ----- | ----- | ----- | ---- | ----- |
| Накра 17 |            |       |       |       |       |       |       |       |       |       |       |       |      |       |

### Стрельба
В январе 2013 года Международная федерация спортивной стрельбы приняла новые правила проведения соревнований на 2013—2016 года, которые, в частности, изменили порядок проведения финалов. Во многих дисциплинах спортсмены, прошедшие в финал, теперь начинают решающий раунд без очков, набранных в квалификации, а финал проходит по системе с выбыванием. Также в финалах после каждого раунда стрельбы из дальнейшей борьбы выбывает спортсмен с наименьшим количеством баллов. В скоростном пистолете решающие поединки проходят по системе попал-промах. В стендовой стрельбе добавился полуфинальный раунд, где определяются по два участника финального матча и поединка за третье место.
Женщины
| Соревнование                          | Спортсмены  | Квалификация | Квалификация | Полуфинал             | Полуфинал             | Финал                 | Финал                 |
| Соревнование                          | Спортсмены  | Результат    | Место        | Результат             | Место                 | Соперник/ Результат   | Место                 |
| ------------------------------------- | ----------- | ------------ | ------------ | --------------------- | --------------------- | --------------------- | --------------------- |
| пневматическая винтовка, 10 метров    | Жасмин Сер  | 413,5        | 25           | не проводится         | не проводится         | завершила выступление | завершила выступление |
| винтовка из трёх положений, 50 метров | Жасмин Сер  |              |              | не проводится         | не проводится         |                       |                       |
| пневматический пистолет, 10 метров    | Дэо Шунь Се | 375          | 37           | не проводится         | не проводится         | завершила выступление | завершила выступление |
| пистолет, 25 метров                   | Дэо Шунь Се | 571          | 29           | завершила выступление | завершила выступление | завершила выступление | завершила выступление |